# Mohammed Erradi Guenoune
Mohammed Erradi Guenoune (arabe : محمد الراضي كنون), né le 3 mars 1959 (23 chaabane 1378) à Benslimane (Maroc), est un érudit, professeur, authentificateur, conservateur, directeur scientifique et auteur musulman sunnite marocain.

## Biographie

### Introduction
Descendant d’une lignée remontant à l’Imam Al-Hassan et à Fatima al-Zahra, fille du Prophète Mahomet, Mohammed Erradi Guenoune est chérif idrisside. Il est reconnu pour son expertise dans les sciences islamiques, la littérature arabe et son engagement dans la confrérie Tijānīyyah. Diplômé de l’École Normale Supérieure de Nouakchott en Mauritanie, il détient également des diplômes universitaires avancés marocains en lettres, en langue arabe et en études islamiques.
Mohammed Erradi a été initié à la voie Tijānīyyah dès son jeune âge, en 1974, par le muqaddam Sīdī Mohamed Benabdallah de la zaouïa de Rabat. Il a depuis tissé des liens avec de nombreux maîtres spirituels et figures éminentes de la Tijānīyyah, dont il a reçu des enseignements et autorisations spirituelles. Il est connu pour ses travaux d'édition et d'authentification des œuvres de grands savants tijānīs, notamment celles de l’érudit Ahmed Skiredj, dont il a édité une partie des 204 livres. À ce jour, Mohammed Erradi compte une vingtaine de publications sur la ṭarīqah et plus d'une centaine d'authentifications d'ouvrages d'érudits musulmans.
En plus de ses travaux académiques et littéraires, il est le directeur scientifique du site www.cheikhskiredj.com, consacré à la préservation et la diffusion du patrimoine tijānī. Il est également le conservateur de la bibliothèque privée de la famille Cherkaoui et a édité plus d'une centaine de livres. Sa réputation et son influence dans le monde tijānī font de lui une figure incontournable, tant pour ses connaissances que pour son rôle dans la transmission des enseignements spirituels de la confrérie.

### Ascendance et origines[2]
Mohammed Erradi Guenoune est issu d'une lignée prestigieuse remontant aux descendants de l’Imam Al-Hassan, fils de l’Imam Ali et de Fatima al-Zahra, fille du Prophète Mahomet. Son ascendance témoigne de sa filiation avec le fondateur de la ville de Fès, Moulay Idriss al-Azhar, ainsi qu’avec Moulay Idriss al-Akbar, conquérant du Maroc. Cette lignée inclut des figures spirituelles de la région de Zouakine, telles que son ancêtre Sīdī Abdallah, qui repose dans la tribu des Beni Mestara depuis l’année 1218 de l’Hégire. La lignée se poursuit jusqu’à Sīdī Ahmed, un saint homme dont la tombe se trouve à Bouberih, dans la tribu de Beni Zeroual.

### Naissance et enfance
Mohammed Erradi est né le 23 chaabane 1378 de l’Hégire (3 mars 1959) dans la ville de Benslimane, près de Casablanca, au Maroc. Cette date marque également le quinzième anniversaire du décès du savant et juge Ahmed Skiredj. L’enfance de Mohammed Erradi est marquée par une forte empreinte spirituelle et académique. Il passe une partie de son enfance à Tétouan, où il apprend les bases de la lecture, de l’écriture et du Coran dans une école coranique selon la lecture de Warsh d’après Nafi’.

### Initiation à la ṭarīqah Tijānīyyah
En 1974, alors âgé de 15 ans, Mohammed Erradi est initié à la voie Tijānīyyah par le muqaddam Sīdī Mohamed Benabdallah, un juriste et guide spirituel de la zaouïa de Rabat. Ce dernier transmet à Mohammed Erradi le wird (ensemble de prières et invocations spécifiques) de la ṭarīqah Tijānīyyah, faisant de lui l’un de ses disciples. Cette initiation marque le début d’une longue quête spirituelle, au cours de laquelle Mohammed Erradi approfondit son engagement envers la voie Tijānīyyah et s’immerge dans les enseignements des maîtres spirituels de la confrérie. Quelques semaines après l'initiation de Mohammed Erradi, Sīdī Mohamed Benabdallah décède, laissant un héritage spirituel important dans la région de Rabat.

### Éducation et parcours académique
Après avoir débuté son éducation à Tétouan, Mohammed Erradi poursuit ses études à Rabat, où il se spécialise en littérature, langue arabe et études islamiques. Il complète ensuite sa formation en Mauritanie, à l’École Normale Supérieure de Nouakchott, où il étudie pendant environ huit ans. Il y obtient un diplôme de l'enseignement supérieur ainsi qu'un Doctorat "Alimiya". De retour au Maroc, il poursuit son développement académique et obtient plusieurs diplômes universitaires supérieurs dans divers domaines liés à la culture islamique et à la langue arabe.

## Principaux ouvrages
Mohammed Erradi Guenoune est un auteur prolifique avec plus de vingt publications sur des sujets variés relatifs à la ṭarīqah Tijānīyyah. Ses œuvres incluent des biographies, des études théologiques, et des analyses de textes classiques de la Tijānīyyah. Il est particulièrement connu pour son travail d'authentification et de révision des œuvres de l’érudit Ahmed Skiredj. Ces ouvrages, totalisant 204 livres, ont été en partie édités et corrigés par Mohammed Erradi, qui a assuré leur vocalisation et leur édition critique. Ces livres sont largement diffusés et reconnus dans le monde tijānī pour leur profondeur spirituelle et leur précision académique.
Voici une liste des principaux ouvrages disponibles en français qu'il a authentifié :
- Perles des Significations, de Ali Harazim Berrada,
- Al-ifâdah al-Ahmadiyyah limurid al-Sa'adah al-Abadiyyah, de Muhammad at-Tayyib ibn Ahmad as-Sufyânî al-Hasanî,
- Le Recueil de ce qui a été éparpillé comme Sciences du Pôle Caché Sidi Ahmed TIDJANI, de Mohamed Ben Machri,
- Le Secret Épanouissant spécifiant le Livre « Al-Jamie » par rapport au Livre « Jawahir-Al-Maâni », de Ahmed Skiredj,
- La Lumière de la Lampe, de Ahmed Skiredj,
- Les Afflux Gnostiques, de Ahmed Skiredj,
- Les Clés du Bonheur, de Ahmed Skiredj,
- L'Épanouissement, de Ahmed Skiredj,
- La Levée du Voile sur ceux qui ont rencontré le Cheikh Tijani parmi les Compagnons, de Ahmed Skiredj.